# МКХ-10: Клас V. Розлади психіки та поведінки

## (F00-F99) Клас V. Розлади психіки та поведінки
|  | Включаючи: порушення психологічного розвитку |
|  | Виключаючи: симптоми, ознаки та відхилення від норми, що виявлені при клінічних та лабораторних дослідженнях, не класифіковані в інших рубриках (R00-R99) |

### (F00-F09) Органічні, включаючи симптоматичні, психічні розлади[Примітки 1]
| (F00)   | [☆] Деменція при хворобі Альцгеймера (G30.-[†]) |
| (F00.0) | [☆] Деменція при хворобі Альцгеймера з раннім початком (G30.0[†]) |
|         | Хвороба Альцгеймера другого типу |
|         | Старече слабоумство, тип Альцгеймера |
|         | Первинна дегенеративна деменція типу Альцгеймера, пресенільний початок |
| (F00.1) | [☆] Деменція при хворобі Альцгеймера з пізнім початком (G30.1[†]) |
|         | Хвороба Альцгеймера першого типу |
|         | Первинна дегенеративна деменція типу Альцгеймера, сенільний початок |
|         | Сенільна деменція, тип Альцгеймера |
| (F00.2) | [☆] Деменція при хворобі Альцгеймера, атипова або змішаного типу (G30.8[†]) |
|         | Атипова деменція, тип Альцгеймера |
| (F00.9) | [☆] Деменція при хворобі Альцгеймера, неуточнена (G30.9[†]) |
| (F01)   | Васкулярна [судинна] деменція |
|         | Включаючи: атеросклеротичну деменцію |
| (F01.0) | Васкулярна деменція із гострим початком |
| (F01.1) | Мульти-інфарктна деменція |
|         | Переважно коркова деменція |
| (F01.2) | Субкортикальна [підкіркова] васкулярна деменція |
| (F01.3) | Змішана кортикальна та субкортикальна васкулярна деменція |
| (F01.8) | Інша васкулярна деменція |
| (F01.9) | Васкулярна деменція, неуточнена |
| (F02)   | [☆] Деменція при інших хворобах, класифікованих в інших рубриках |
| (F02.0) | [☆] Деменція при хворобі Піка (G31.0[†]) |
| (F02.1) | [☆] Деменція при хворобі Кройцфельда — Якоба (A81.0[†]) |
| (F02.2) | [☆] Деменція при хворобі Гантінгтона (G10[†]) |
|         | Деменція при хореї Гантінгтона |
| (F02.3) | [☆] Деменція при хворобі Паркінсона (G20[†]) |
|         | Деменція при тремтячому паралічі |
|         | Деменція при паркінсонізмі |
| (F02.4) | [☆] Деменція при хворобі, спричиненої вірусом імунодефіциту людини [ВІЛ] (B22.0[†]) |
| (F02.8) | [☆] Деменція при інших специфічних захворюваннях, класифікованих в інших рубриках |
|         | Деменція при церебральному ліпідозі (E75.-[†]) |
|         | Деменція при епілепсії (G40.-[†]) |
|         | Деменція при гепатолентикулярній дегенерації (E83.0[†]) |
|         | Деменція при гіперкальціємії (E83.5[†]) |
|         | Деменція при гіпотиреозі, набутому (E01.-[†], E03.-[†]) |
|         | Деменція при інтоксикаціях (T36-T65[†]) |
|         | Деменція при тільцях Леві (хвороба) (G31.8[†]) |
|         | Деменція при розсіяному склерозі (G35[†]) |
|         | Деменція при нейросифілісі (A52.1[†]) |
|         | Деменція при дефіциті нікотинової кислоти [ пелагрі ] (E52[†]) |
|         | Деменція при вузликовому періартеріїті (M30.0[†]) |
|         | Деменція при системному червоному вовчаку (M32.-[†]) |
|         | Деменція при трипаносомозі (B56.-[†], B57.-[†]) |
|         | Деменція при уремії (N18.5[†]) |
|         | Деменція при дефіциті вітаміну B12 (E53.8[†]) |
| (F03)   | Неуточнена деменція |
|         | Включаючи: пресенільну деменцію БДВ, пресенільний психоз БДВ, первинну дегенеративну деменцію БДВ, сенільну деменцію БДВ, сенільну деменцію депресивного або параноїдного типу, сенільний психоз БДВ                                                                                                   |
|         | Виключаючи: сенільну деменцію з делірієм або гострою сплутаністю свідомості (F05.1) та старість БДВ (R54) |
| (F04)   | Органічний амнестичний синдром, не викликаний алкоголем та іншими Психотропними речовинами |
|         | Включаючи: корсаковський психоз або синдром, неалкогольний |
|         | Виключаючи: амнезію БДВ (R41.3), антероградну амнезію (R41.1), дисоціативну амнезію (F44.0), ретроградну амнезію (R41.2), алкогольний або неуточнений корсаковский синдром (F10.6), корсаковский синдром, спричинений вживанням інших психоактивних речовин (F11-F19 із загальним четвертим знаком .6) |
| (F05)   | Делірій, не викликаний алкоголем та іншими психотропними речовинами |
|         | Включаючи: гострий або підгострий мозковий синдром, гострий або підгострий стан сплутаності свідомості (неалкогольної етіології), гострий або підгострий інфекційний психоз, гостру або підгостру органічну реакцію, гострий або підгострий психоорганічний синдром                                    |
|         | Виключаючи: білу гарячку, алкогольну або неуточнену (F10.4) |
| (F05.0) | Делірій, не заподіяний деменцією, так описаний |
| (F05.1) | Делірій, заподіяний деменцією |
| (F05.8) | Інший делірій |
|         | Делірій змішаного походження |
|         | Післяопераційний делірій |
| (F05.9) | Делірій, неуточнений |
| (F06)   | Інші психічні розлади, спричинені ураженням чи дисфункцією головного мозку або внаслідок соматичної хвороби |
|         | Виключаючи: пов'язані з делірієм (F05.-), пов'язані з деменцією, класифікованої у рубриках F00-F03, внаслідок вживання алкоголю та інших психоактивних речовин (F10-F19) |
| (F06.0) | Галюцінції, пов'язані з органічним ураженням головного мозку |
|         | Органічний галюцинаційний стан (неалкогольний) |
|         | Виключаючи: алкогольний галюциноз (F10.5) та шизофренію (F20.-) |
| (F06.1) | Кататонічний розлад органічного генезу |
|         | Виключаючи: кататонічну шизофренію (F20.2), ступор БДВ (R40.1), дисоціатівний ступор (F44.2) |
| (F06.2) | Делірійний [шизоподібний] розлад органічного генезу |
|         | Параноїдний та параноїдно-галюцинаційний органічний стан |
|         | Шизофреноподібний психоз при епілепсії |
|         | Виключаючи: гострі та транзиторні психотичні розлади (F23.-), стійкі розлади марення (F22.-), психотичні розлади, викликані лікарськими засобами (F11-F19 із загальним четвертим знаком .5), шизофренію (F20.-)                                                                                        |
| (F06.3) | Емоційні розлади [афективні], пов'язані з органічним ураженням головного мозку |
|         | Виключаючи: розлади настрою, неорганічні та неуточнені (F30-F39) |
| (F06.4) | Збудження органічного генезу |
|         | Виключаючи: тривожні розлади, неорганічні та неуточнені (F41.-) |
| (F06.5) | Дисоціативні розлади органічного генезу |
|         | Виключаючи: дисоціативні [конверсійні] розлади, неорганічні та неуточнені (F44.-) |
| (F06.6) | Емоційні лабільні [ астенічні ] розлади органічного генезу |
|         | Виключаючи: соматоформні розлади, неорганічні та неуточнені (F45.-) |
| (F06.7) | Помірні [когнітивні] порушення пізнавальної функції органічного генезу |
| (F06.8) | Інші уточнені психічні розлади, спричинені ураженням чи дисфункцією головного мозку або внаслідок соматичної хвороби |
|         | Епілептичний психоз БДВ |
| (F06.9) | Неуточнені психічні розлади, пов'язані з ушкодженням мозку або дисфункціями при соматичних захворюваннях |
|         | Органічний мозковий синдром БДВ |
|         | Психоорганічний розлад БДВ |
| (F07)   | Розлади особистості та поведінки внаслідок хвороби, ушкодження та дисфункції головного мозку |
| (F07.0) | Розлади особистості, пов'язані з органічним ураженням головного мозку |
|         | Псевдопсихопатична особистість органічної етіології |
|         | Особистість з псевдозатримкою психічного розвитку органічної етіології |
|         | Синдром лобової частки |
|         | Синдром особистості при лімбічній епілепсії |
|         | Синдром лоботомії |
|         | Постлейкотомний синдром |
|         | Виключаючи: стійкі зміни особистості після катастрофи (F62.0), стійкі зміни особистості після психічних захворювань (F62.1), постконтузійний синдром (F07.2), постенцефалітичний синдром (F07.1), специфічні розлади особистості (F60.-)                                                               |
| (F07.1) | Постенцефалітичний синдром |
|         | Виключаючи: розлади особистості органічної етіології (F07.0) |
| (F07.2) | Постконтузійний [посттравматичний] синдром |
|         | Контузія (енцефалопатія) |
|         | Посттравматичний мозковий синдром, непсихотичний |
|         | Виключаючи: струс головного мозку (S06.0) |
| (F07.8) | Інші органічні розлади особистості та поведінки внаслідок захворювань, травм і дисфункції мозку |
|         | Органічний афективний розлад внаслідок ураження правої півкулі мозку |
| (F07.9) | Неуточнені органічні розлади особистості та поведінки, внаслідок захворювань, травм і дисфункції мозку |
|         | Психоорганічний синдром |
| (F09)   | Органічний або симптоматичний психічний розлад, неуточнений |
|         | Включаючи: органічний психоз БДВ та симптоматичний психоз БДВ |
|         | Виключаючи: психоз БДВ (F29) |

### (F10-F19) Розлади психіки та поведінки внаслідок вживання психоактивних речовин
|         | Виключаючи: зловживання речовинами, які не викликають залежність (F55)                                                             |
| (F10)   | Розлади психіки та поведінки внаслідок вживання алкоголю                                                                           |
| (F10.0) | Гостра інтоксикація внаслідок вживання алкоголю                                                                                    |
| (F10.1) | Згубне вживання алкоголю |
| (F10.2) | Синдром залежності внаслідок вживання алкоголю                                                                                     |
| (F10.3) | Абстинентний стан внаслідок вживання алкоголю                                                                                      |
| (F10.4) | Абстинентний стан з делірієм внаслідок вживання алкоголю                                                                           |
| (F10.5) | Психотичний розлад внаслідок вживання алкоголю                                                                                     |
| (F10.6) | Амнестичний синдром внаслідок вживання алкоголю                                                                                    |
| (F10.7) | Резидуальні та відстрочені психотичні розлади внаслідок вживання алкоголю                                                          |
| (F10.8) | Інші психічні розлади та розлади поведінки, спричинені вживанням алкоголю                                                          |
| (F10.9) | Психічний розлад та розлад поведінки, зумовлені вживанням алкоголю, неуточнений                                                    |
| (F11)   | Розлади психіки та поведінки внаслідок вживання опіоїдів, неуточнене                                                               |
| (F11.0) | Гостра інтоксикація внаслідок вживання опіоїдів                                                                                    |
| (F11.1) | Згубне вживання опіоїдів |
| (F11.2) | Синдром залежності внаслідок вживання опіоїдів                                                                                     |
| (F11.3) | Абстинентний стан внаслідок вживання опіоїдів                                                                                      |
| (F11.4) | Абстинентний стан з делірієм внаслідок вживання опіоїдів                                                                           |
| (F11.5) | Психотичний розлад внаслідок вживання опіоїдів                                                                                     |
| (F11.6) | Амнестичний синдром внаслідок вживання опіоїдів                                                                                    |
| (F11.7) | Резидуальних та відстрочені психотичні розлади внаслідок вживання опіоїдів                                                         |
| (F11.8) | Інші психічні розлади та розлади поведінки, спричинені вживанням опіоїдів                                                          |
| (F11.9) | Психічний розлад та розлад поведінки, зумовлені вживанням опіоїдів, неуточнений                                                    |
| (F12)   | Розлади психіки та поведінки внаслідок вживання канабіоїдів                                                                        |
| (F12.0) | Гостра інтоксикація внаслідок вживання канабіоїдів                                                                                 |
| (F12.1) | Згубне вживання канабіоїдів |
| (F12.2) | Синдром залежності внаслідок вживання канабіоїдів                                                                                  |
| (F12.3) | Абстинентний стан внаслідок вживання канабіоїдів                                                                                   |
| (F12.4) | Абстинентний стан з делірієм внаслідок вживання канабіоїдів                                                                        |
| (F12.5) | Психотичний розлад внаслідок вживання канабіоїдів                                                                                  |
| (F12.6) | Амнестичний синдром внаслідок вживання канабіоїдів                                                                                 |
| (F12.7) | Резидуальних та відстрочені психотичні розлади внаслідок вживання канабіоїдів                                                      |
| (F12.8) | Інші психічні розлади та розлади поведінки, спричинені вживанням канабіоїдів                                                       |
| (F12.9) | Психічний розлад та розлад поведінки, зумовлені вживанням канабіоїдів, неуточнений                                                 |
| (F13)   | Розлади психіки та поведінки внаслідок вживання седативних чи снодійних засобів                                                    |
| (F13.0) | Гостра інтоксикація внаслідок вживання седативних чи снодійних засобів                                                             |
| (F13.1) | Згубне вживання седативних або снодійних засобів                                                                                   |
| (F13.2) | Синдром залежності внаслідок вживання седативних чи снодійних засобів                                                              |
| (F13.3) | Абстинентний стан внаслідок вживання седативних чи снодійних засобів                                                               |
| (F13.4) | Абстинентний стан з делірієм внаслідок вживання седативних чи снодійних засобів                                                    |
| (F13.5) | Психотичний розлад внаслідок вживання седативних чи снодійних засобів                                                              |
| (F13.6) | Амнестичний синдром внаслідок вживання седативних чи снодійних засобів                                                             |
| (F13.7) | Резидуальних та відстрочені психотичні розлади внаслідок вживання седативних чи снодійних засобів                                  |
| (F13.8) | Інші психічні розлади та розлади поведінки, спричинені вживанням седативних чи снодійних засобів                                   |
| (F13.9) | Психічний розлад та розлад поведінки, зумовлені вживанням седативних або снодійних засобів, неуточнений                            |
| (F14)   | Розлади психіки та поведінки внаслідок вживання кокаїну                                                                            |
| (F14.0) | Гостра інтоксикація внаслідок вживання кокаїну                                                                                     |
| (F14.1) | Згубне вживання кокаїну |
| (F14.2) | Синдром залежності внаслідок вживання кокаїну                                                                                      |
| (F14.3) | Абстинентний стан внаслідок вживання кокаїну                                                                                       |
| (F14.4) | Абстинентний стан з делірієм внаслідок вживання кокаїну                                                                            |
| (F14.5) | Психотичний розлад внаслідок вживання кокаїну                                                                                      |
| (F14.6) | Амнестичний синдром внаслідок вживання кокаїну                                                                                     |
| (F14.7) | Резидуальних та відстрочені психотичні розлади внаслідок вживання кокаїну                                                          |
| (F14.8) | Інші психічні розлади та розлади поведінки, спричинені вживанням кокаїну                                                           |
| (F14.9) | Психічний розлад та розлад поведінки, зумовлені вживанням кокаїну, неуточнений                                                     |
| (F15)   | Розлади психіки та поведінки внаслідок вживання інших стимуляторів, включаючи кофеїн                                               |
| (F15.0) | Гостра інтоксикація внаслідок вживання інших стимуляторів, включаючи кофеїн                                                        |
| (F15.1) | Згубне вживання інших стимуляторів, включаючи кофеїн                                                                               |
| (F15.2) | Синдром залежності внаслідок вживання інших стимуляторів, включаючи кофеїн                                                         |
| (F15.3) | Абстинентний стан внаслідок вживання інших стимуляторів, включаючи кофеїн                                                          |
| (F15.4) | Абстинентний стан з делірієм внаслідок вживання інших стимуляторів, включаючи кофеїн                                               |
| (F15.5) | Психотичний розлад внаслідок вживання інших стимуляторів, включаючи кофеїн                                                         |
| (F15.6) | Амнестичний синдром внаслідок вживання інших стимуляторів, включаючи кофеїн                                                        |
| (F15.7) | Резидуальних та відстрочені психотичні розлади внаслідок вживання інших стимуляторів, включаючи кофеїн                             |
| (F15.8) | Інші психічні розлади та розлади поведінки, спричинені вживанням інших стимуляторів, включаючи кофеїн                              |
| (F15.9) | Психічний розлад та розлад поведінки, зумовлені вживанням інших стимуляторів, включаючи кофеїн, неуточнений                        |
| (F16)   | Розлади психіки та поведінки внаслідок вживання галюциногенів                                                                      |
| (F16.0) | Гостра інтоксикація внаслідок вживання галюциногенів                                                                               |
| (F16.1) | Згубне вживання галюциногенів |
| (F16.2) | Синдром залежності внаслідок вживання галюциногенів                                                                                |
| (F16.3) | Абстинентний стан внаслідок вживання галюциногенів                                                                                 |
| (F16.4) | Абстинентний стан з делірієм внаслідок вживання галюциногенів                                                                      |
| (F16.5) | Психотичний розлад внаслідок вживання галюциногенів                                                                                |
| (F16.6) | Амнестичний синдром внаслідок вживання галюциногенів                                                                               |
| (F16.7) | Резидуальних та відстрочені психотичні розлади внаслідок вживання галюциногенів                                                    |
| (F16.8) | Інші психічні розлади та розлади поведінки, спричинені вживанням галюциногенів                                                     |
| (F16.9) | Психічний розлад та розлад поведінки, зумовлені вживанням галюциногенів, неуточнений                                               |
| (F17)   | Розлади психіки та поведінки внаслідок вживання тютюну                                                                             |
| (F17.0) | Гостра інтоксикація внаслідок вживання тютюну                                                                                      |
| (F17.1) | Згубне вживання тютюну |
| (F17.2) | Синдром залежності внаслідок вживання тютюну                                                                                       |
| (F17.3) | Абстинентний стан внаслідок вживання тютюну                                                                                        |
| (F17.4) | Абстинентний стан з делірієм внаслідок вживання тютюну                                                                             |
| (F17.5) | Психотичний розлад внаслідок вживання тютюну                                                                                       |
| (F17.6) | Амнестичний синдром внаслідок вживання тютюну                                                                                      |
| (F17.7) | Резидуальних та відстрочені психотичні розлади внаслідок вживання тютюну                                                           |
| (F17.8) | Інші психічні розлади та розлади поведінки, спричинені вживанням тютюну                                                            |
| (F17.9) | Психічний розлад та розлад поведінки, зумовлені вживанням тютюну, неуточнений                                                      |
| (F18)   | Розлади психіки та поведінки внаслідок вживання летючих розчинників                                                                |
| (F18.0) | Гостра інтоксикація вживання летючих розчинників                                                                                   |
| (F18.1) | Згубне вживання летючих розчинників                                                                                                |
| (F18.2) | Синдром залежності вживання летючих розчинників                                                                                    |
| (F18.3) | Абстинентний стан вживання летючих розчинників                                                                                     |
| (F18.4) | Абстинентний стан з делірієм вживання летючих розчинників                                                                          |
| (F18.5) | Психотичний розлад вживання летючих розчинників                                                                                    |
| (F18.6) | Амнестичний синдром вживання летючих розчинників                                                                                   |
| (F18.7) | Резидуальних та відстрочені психотичні розлади вживання летючих розчинників                                                        |
| (F18.8) | Інші психічні розлади та розлади поведінки, спричинені вживанням летючих розчинників                                               |
| (F18.9) | Психічний розлад та розлад поведінки, зумовлені вживанням летючих розчинників, неуточнений                                         |
| (F19)   | Розлади психіки та поведінки внаслідок вживання складного лікарського засобу та інших психоактивних речовин                        |
|         | Виключаючи: зловживання наркотиків БДВ                                                                                             |
| (F19.0) | Гостра інтоксикація внаслідок вживання складного лікарського засобу та інших психоактивних речовин                                 |
| (F19.1) | Згубне вживання складного лікарського засобу та інших психоактивних речовин                                                        |
| (F19.2) | Синдром залежності внаслідок вживання складного лікарського засобу та інших психоактивних речовин                                  |
| (F19.3) | Абстинентний стан внаслідок вживання складного лікарського засобу та інших психоактивних речовин                                   |
| (F19.4) | Абстинентний стан з делірієм внаслідок вживання складного лікарського засобу та інших психоактивних речовин                        |
| (F19.5) | Психотичний розлад внаслідок вживання складного лікарського засобу та інших психоактивних речовин                                  |
| (F19.6) | Амнестичний синдром внаслідок вживання складного лікарського засобу та інших психоактивних речовин                                 |
| (F19.7) | Резидуальних та відстрочені психотичні розлади внаслідок вживання складного лікарського засобу і інших психоактивних речовин       |
| (F19.8) | Інші психічні розлади та розлади поведінки, спричинені вживанням складного лікарського засобу і інших психоактивних речовин        |
| (F19.9) | Психічний розлад та розлад поведінки, зумовлені вживанням складного лікарського засобу та інших психоактивних речовин, неуточнений |

### (F20-F29) Шизофренія, шизотипові стани та маячні розлади[Примітки 31]
| (F20)   | Шизофренія |
|         | Виключаючи: гостру (недиференційовану) шизофренію (F23.2), циклічну шизофренію (F25.2), шизофренічну реакцію (F23.2), шизофренічний розлад (F21)                                                                                         |
| (F20.0) | Параноїдна шизофренія |
|         | Периферична шизофренія |
|         | Виключаючи: інволюційний параноїдний стан (F22.8) та параною (F22.0) |
| (F20.1) | Гебефренічна шизофренія |
|         | Гебефренія |
|         | Дезорганізована шизофренія |
| (F20.2) | Кататонічна шизофренія |
|         | Кататонічний ступор |
|         | Шизофренічна каталепсія |
|         | Шизофренічна кататонія |
|         | Шизофренічна воскова гнучкість |
| (F20.3) | Недиференційована шизофренія |
|         | Атипова шизофренія |
|         | Виключаючи: гострі шизофреноподібні психотичні розлади (F23.2), хронічну недиференційовану шизофренію (F20.5) та постшизофренічну депресію (F20.4)                                                                                       |
| (F20.4) | Постшизофренічна депресія |
| (F20.5) | Залишкова шизофренія |
|         | Хронічна недиференційована шизофренія |
|         | Рестзидуальний (шизофренічний) стан |
|         | Шизофренічний резидуальний стан |
| (F20.6) | Проста шизофренія |
| (F20.8) | Інші види шизофреній |
|         | Сенестопатична шизофренія |
|         | Шизофреноформний розлад БДВ |
|         | Шизофреноформний психоз БДВ |
|         | Виключаючи: короткий шизофреноформний розлад (F23.2) |
| (F20.9) | Шизофренія, неуточнена |
| (F21)   | Шизотиповий розлад |
|         | Включаючи: латентну шизофренічну реакцію, прикордонну шизофренію, латентну шизофренію, передпсихотичну шизофренію, продромальну шизофренію, псевдоневротичну шизофренію, псевдопсихопатичну шизофренію та шизотиповий розлад особистості |
|         | Виключаючи: синдром Аспергера (F84.5), шизоїдні розлади особистості (F60.1), |
| (F22)   | Стійкі розлади марення |
| (F22.0) | Маячні розлади |
|         | Параноя |
|         | Параноїдний психоз |
|         | Параноїдний стан |
|         | Парафренія (пізня) |
|         | Сензитивне марення відносин |
|         | Виключаючи: параноїдні розлади особистості (F60.0), параноїдний психогенний психоз (F23.3), параноїдну реакцію (F23.3) та параноїдну шизофренію (F20.0)                                                                                  |
| (F22.8) | Інші сталі маячні розлади |
|         | Маячна дисморфофобія |
|         | Інволюційний параноїдний стан |
|         | Кверулянтна параноя |
| (F22.9) | Стійкі маячні порушення, неуточнені |
| (F23)   | Гострі та транзиторні психотичні розлади |
| (F23.0) | Гострі поліморфні психотичні розлади без симптомів шизофренії |
|         | Гостре марення без симптомів шизофренії або неуточнений |
|         | Циклоїдний психоз без симптомів шизофренії або неуточнений |
| (F23.1) | Гострі поліморфні психотичні розлади з симптомами шизофренії |
|         | Гостре марення із симптомами шизофренії |
|         | Циклоїдний психоз із симптомами шизофренії |
| (F23.2) | Гострі шизофреноподібні психотичні розлади |
|         | Гостра (недиференційована) шизофренія |
|         | Короткий шизофреноподібний розлад |
|         | Короткий шизофреноподібний психоз |
|         | Онейрофренія |
|         | Шизофренічна реакція |
|         | Виключаючи: делірійний [шизоподібний] розлад органічного генезу (F06.2) та шизофреноформний розлад БДВ (F20.8) |
| (F23.3) | Інші гострі маячні психотичні розлади, що мають перевагу |
|         | Параноїдна реакція |
|         | Психогенний параноїдний психоз |
| (F23.8) | Інші гострі та транзиторні психотичні порушення |
| (F23.9) | Гострі та транзиторні психотичні розлади, неуточнені |
|         | Короткий реактивний психоз БДВ |
|         | Реактивний психоз |
| (F24)   | Індуцирований розлад марення |
|         | Включаючи: Folie à deux, параноїдний розлад та психотичний розлад |
| (F25)   | Шизоафективні розлади |
| (F25.0) | Шизоафективний розлад, маніакальний тип |
|         | Шизоафективний психоз, маніакальний тип |
|         | Шизофреноформний психоз, маніакальний тип |
| (F25.1) | Шизоафективний розлад, депресивний тип |
|         | Шизоафективний психоз, депресивний тип |
|         | Шизофреноформний психоз, депресивний тип |
| (F25.2) | Шизоафективний розлад, змішаний тип |
|         | Циклічна шизофренія |
|         | Змішаний шизофренічний та афективний психоз |
| (F25.8) | Інші шизоафективні розлади |
| (F25.9) | Шизоафективний розлад, неуточнений |
|         | Шизоафективний психоз БДВ |
| (F28)   | Інші неорганічні психотичні розлади |
|         | Включаючи: хронічний галюцинаторний психоз |
| (F29)   | Неуточнений неорганічний психоз |
|         | Включаючи: психоз БДВ |
|         | Виключаючи: психічний розлад БДВ (F99) та органічний або симптоматичний психоз БДВ (F09) |

### (F30-F39) Розлади настрою [афективні розлади][Примітки 55]
| (F30)   | Маніакальний епізод |
|         | Включаючи: біполярний розлад, одиночний маніакальний епізод |
| (F30.0) | Гіпоманія |
| (F30.1) | Манія без психотичних симптомів |
| (F30.2) | Манія з психотичними симптомами |
|         | Манія з відповідними настрою психотичними симптомами |
|         | Манія з невідповідними настрою психотичними симптомами |
|         | Маніакальний ступор |
| (F30.8) | Інші маніакальні епізоди |
| (F30.9) | Маніакальні епізоди, неуточнені |
|         | Манія БДВ |
| (F31)   | Біполярний афективний розлад |
|         | Включаючи: маніакальну депресію, маніакально-депресивні захворювання, маніакально-депресивний психоз та маніакально-депресивну реакцію                           |
|         | Виключаючи: біполярний розлад, єдиний маніакальний епізод (F30.-) та циклотимію (F34.0)                                                                          |
| (F31.0) | Біполярний афективний розлад, поточний епізод гіпоманії |
| (F31.1) | Біполярний афективний розлад, поточний епізод манії без психотичних симптомів                                                                                    |
| (F31.2) | Біполярний афективний розлад, поточний епізод манії з психотичними симптомами                                                                                    |
| (F31.3) | Біполярний афективний розлад, поточний депресивний епізод легкої або середньої важкості                                                                          |
| (F31.4) | Біполярний афективний розлад, поточний епізод важкої депресії без психотичних симптомів                                                                          |
| (F31.5) | Біполярний афективний розлад, поточний епізод важкої депресії з психотичними симптомами                                                                          |
| (F31.6) | Біполярний афективний розлад, поточний епізод змішаного типу |
|         | Виключаючи: поодинокі афективні розлади настрою (F38.0) |
| (F31.7) | Біполярний афективний розлад, протікаючий з ремісіями |
| (F31.8) | Інші біполярні афективні розлади |
| (F31.8) | Біполярний розлад другого типу |
|         | Біполярний II розлад |
|         | Рецидивуючі маніакальні епізоди БДВ |
| (F31.9) | Біполярний афективний розлад, неуточнений |
|         | Маніакальна депресії |
| (F32)   | Депресивний епізод |
|         | Включаючи: одиночний епізод значної депресії з психотичними симптомами; одиночний епізод психогенного депресивного психозу; одиночний епізод реактивної депресії |
|         | Виключаючи: порушення адаптації (F43.2), рекурентні депресивні розлади (F33.-), коли пов'язані з розладами поведінки в F91.- (F92.0)                             |
| (F32.0) | Легкий депресивний епізод |
| (F32.1) | Помірний депресивний епізод |
| (F32.2) | Тяжкий депресивний епізод без психотичних симптомів |
|         | Окрема епізодична депресія зі збудженням без психотичних симптомів                                                                                               |
|         | Окрема епізодична значна депресія без психотичних симптомів |
|         | Окрема епізодична вітальна депресія без психотичних симптомів |
| (F32.3) | Тяжкий депресивний епізод з психотичними симптомами |
|         | Окрема епізодична значна депресія з психотичними симптомами |
|         | Окремий епізодичний психогенний депресивний психоз |
|         | Окрема епізодична психотична депресія |
|         | Окремий епізодичний реактивний депресивний психоз |
| (F32.8) | Інші депресивні епізоди |
|         | Атипова депресія БДВ |
|         | Окрема епізодична «маскована» депресія БДВ |
| (F32.9) | Депресивний епізод, неуточнений |
|         | Депресія БДВ |
|         | Депресивний розлад БДВ |
| (F33)   | Рекурентні депресивні розлади |
|         | Включаючи: повторні епізоди депресивної реакції, повторні епізоди психогенної депресії, повторні епізоди реактивної депресії та сезонний депресивний розлад      |
|         | Виключаючи: рекурентні короткі депресивні епізоди (F38.1) |
| (F33.0) | Рекурентний депресивний розлад, з легким перебігом |
| (F33.1) | Рекурентний депресивний розлад, з помірним перебігом |
| (F33.2) | Рекурентний депресивний розлад, з тяжким перебігом без психотичних симптомів                                                                                     |
|         | Ендогенна депресія без психотичних симптомів |
|         | Значна депресія, рекурентна без психотичних симптомів |
|         | Маніакально-депресивний психоз, депресивний тип без психотичних симптомів                                                                                        |
|         | Вітальна депресія, рекурентна без психотичних симптомів |
| (F33.3) | Рекурентний депресивний розлад, з тяжким перебігом з психотичними симптомами                                                                                     |
|         | Ендогенна депресія з психотичними симптомами |
|         | Маніакально-депресивний психоз, депресивний тип з психотичними симптомами                                                                                        |
|         | Повторні важкі епізоди значної депресії з психотичними симптомами                                                                                                |
|         | Повторні важкі епізоди психогенного депресивного психозу |
|         | Повторні важкі епізоди психотичної депресії |
|         | Повторні важкі епізоди реактивного депресивного психозу |
| (F33.4) | Рекурентний депресивний розлад, у період ремісії |
| (F33.8) | Інші рекурентні депресивні розлади |
| (F33.9) | Рекурентний депресивний розлад, неуточнений |
|         | Монополярна депресія БДВ |
| (F34)   | Стійкі [афективні] розлади настрою |
| (F34.0) | Циклотимія |
|         | Афективний розлад особистості |
|         | Циклоїдна особистість |
|         | Циклотимічна особистість |
| (F34.1) | Дистимія |
|         | Депресивний невроз |
|         | Депресивний розлад особистості |
|         | Невротична депресія |
|         | Стійка тривожна депресія |
|         | Виключаючи: тривожну депресію (легку або нестійку) (F41.2) |
| (F34.8) | Інші стійкі [афективні] розлади настрою |
| (F34.9) | Стійкий [афективний] розлад настрою, неуточнений |
| (F38)   | Інші [афективні] розлади настрою |
| (F38.0) | Інші поодинокі [афективні] розлади настрою |
|         | Змішаний афективний розлад |
| (F38.1) | Інші рекурентні [афективні] розлади настрою |
|         | Повторні короткі депресивні епізоди |
| (F38.8) | Інші [афективні] розлади настрою, уточнені |
| (F39)   | Неуточнені [афективні] розлади настрою |
|         | Афективний психоз БДВ |

### (F40-F48) Невротичні, пов'язані зі стресом та соматоформні розлади
|         | Виключаючи: пов'язані з розладами поведінки, кваліфікованими у рубриках F91.- (F92.8) |
| (F40)   | Фобійні тривожні розлади |
| (F40.0) | Агорафобія |
|         | Агорафобія без панічного розладу в анамнезі |
|         | Панічний розлад з агорафобією |
| (F40.1) | Соціальні фобії [ Соціофобія ] |
|         | Антропофобія |
|         | Соціальний невроз |
| (F40.2) | Специфічні (ізольовані) фобії |
|         | Акрофобія |
|         | Боязнь тварин |
|         | Клаустрофобія |
|         | Конкретна фобія |
|         | Виключаючи: дисморфофобію (немаячну) (F45.2) та нозофобію (F45.2) |
| (F40.8) | Інші фобійні тривожні розлади |
| (F40.9) | Фобійний тривожний розлад, неуточнений |
|         | Фобія БДВ |
|         | Фобійний стан БДВ |
| (F41)   | Інші тривожні розлади |
| (F41.0) | Панічний розлад [епізодичний пароксизмальний страх] |
|         | Панічний напад |
|         | Панічний стан |
|         | Виключаючи: панічний розлад з агорафобією (F40.0) |
| (F41.1) | Генералізований тривожний розлад |
|         | Невроз тривоги |
|         | Тривожна реакція |
|         | Тривожний стан |
|         | Виключаючи: неврастенію (F48.0) |
| (F41.2) | Змішаний тривожно-депресивний розлад |
|         | Тривожна депресія (легка або нестійка) |
| (F41.3) | Інші змішані стани страху [тривоги] |
| (F41.8) | Інші уточнені стани тривоги |
|         | Тривожна істерія |
| (F41.9) | Тривожний розлад, неуточнений |
|         | Тривожність БДВ |
| (F42)   | Обсесивно-компульсивний [нав'язливо-компульсивний] розлад |
|         | Включаючи: ананкастичний невроз та обсесивно-компульсивний невроз |
|         | Виключаючи: обсесивно-компульсивний розлад особистості (F60.5) |
| (F42.0) | Предомінантні обсесивні [нав'язливі] думки або міркування |
| (F42.1) | Предомінантні компульсивні акти [нав'язливі ритуали] |
| (F42.2) | Змішані обсесивні думки та акти |
| (F42.8) | Інші обсесивно-компульсивні розлади |
| (F42.9) | Обсесивно-компульсивний розлад, неуточнений |
| (F43)   | Реакція на тяжкий стрес та розлади адаптації |
| (F43.0) | Гострі стресові реакції |
|         | Гостра кризова реакція |
|         | Гостра реакція на стрес |
|         | Нервова демобілізація |
|         | Кризовий стан |
|         | Психічний шок |
| (F43.1) | Посттравматичний стресовий розлад |
|         | Травматичний невроз |
| (F43.2) | Порушення адаптації |
|         | Культурний шок |
|         | Реакція горя |
|         | Госпіталізм у дитячому віці |
|         | Виключаючи: острах самотності в дитячому віці (F93.0) |
| (F43.8) | Інші реакції на тяжкий стрес |
| (F43.9) | Реакція на тяжкий стрес, неуточнена |
| (F44)   | Дисоціативні [конверсійні] розлади |
|         | Включаючи: конверсійну істерію, конверсійну реакцію, істерію та істеричний психоз |
|         | Виключаючи: симуляцію [свідому симуляцію] (Z76.5) |
| (F44.0) | Дисоціативна амнезія |
|         | Виключаючи: амнестичний розлад, викликаний вживанням алкоголю або іншої психоактивної речовини (F10-F19, із загальним четвертим знаком .6); амнезію БДВ (R41.3); антероградну амнезію (R41.1); ретроградну амнезію (R41.2); неалкогольний органічний амнестичний синдром (F04); амнезію після нападу епілепсії (G40.-) |
| (F44.1) | Дисоціативна фуга |
|         | Виключаючи: фугу після нападу епілепсії (G40.-) |
| (F44.2) | Дисоціативний ступор |
|         | Виключаючи: органічний кататонічний розлад (F06.1), ступор БДВ (R40.1), кататонічний ступор (F20.2), депресивний ступор (F31-F33), маніакальний ступор (F30.2) |
| (F44.3) | Транс та одержимість |
|         | Виключаючи стани, пов'язані з: гострими та транзиторними психотичними розладами (F23.-); розладами особистості органічної етіології (F07.0); постконтузійним синдромом (F07.2); інтоксикацією, викликаною вживанням психоактивних речовин (F10-F19, із загальним четвертим знаком .0); шизофренію (F20.-) |
| (F44.4) | Дисоціативні моторні розлади |
|         | Психогенна афонія |
|         | Психогенна дисфонія |
| (F44.5) | Дисоціативні конвульсії |
| (F44.6) | Дисоціативна анестезія та втрата чутливості |
|         | Психогенна глухота |
| (F44.7) | Змішані дисоціативні розлади [ конверсія ] |
| (F44.8) | Інші дисоціативні розлади [конверсії] |
|         | Синдром Ганзера |
|         | Множинна особистість |
|         | Психогенна розгубленість |
|         | Психогенний сутінковий стан |
| (F44.9) | Дисоціативні розлади [конверсії], неуточнені |
| (F45)   | Соматоформні розлади |
|         | Виключаючи: дисоціативні розлади (F44.-); висмикування волосся (F98.4); лепет (F80.0); шепелявість (F80.8); оніхофагію (F98.8); психологічні та поведінкові фактори, пов'язані з розладами чи хворобами, класифікованими в інших рубриках (F54); сексуальні дисфункції, не обумовлені органічним порушеннями або хворобами (F52.-); смоктання пальців (F98.8); тики (у дитячому та підлітковому віці) (F95.-); синдром Туретта (F95.2); трихотіломанію (F63.3) |
| (F45.0) | Соматизований розлад |
|         | Запальний розлад |
|         | Множинний психосоматичний розлад |
|         | Виключаючи: симуляцію [свідому симуляцію] (Z76.5) |
| (F45.1) | Недиференційовані соматоформні розлади |
|         | Недиференційований психосоматичний розлад |
| (F45.2) | Іпохондричні розлади |
|         | Розлад тіла дісморфоза |
|         | Дисморфофобія (немаячна) |
|         | Іпохондричний нервоз |
|         | Іпохондрія |
|         | Нозофобія [боязнь захворіти] |
|         | Виключаючи: маячну дисморфофобію (F22.8) та маячня, фіксована на функціонуванні або зовнішньому вигляді власного тіла (F22.-) |
| (F45.3) | Соматоморфні вегетативні дисфункції |
|         | Кардинальний невроз |
|         | Синдром Да Коста |
|         | Шлунковий невроз |
|         | Нейроциркуляторна астенія |
|         | Психогенні форми аерофагії |
|         | Психогенні форми кашлю |
|         | Психогенні форми діареї |
|         | Психогенні форми диспепсії |
|         | Психогенні форми дизурії |
|         | Психогенні форми метеоризму |
|         | Психогенні форми гикавки |
|         | Психогенні форми гіпервентиляції [глибокого та частого дихання] |
|         | Психогенні форми частого сечовипускання |
|         | Психогенні форми синдрому подразнення кишечника |
|         | Психогенні форми пілороспазму |
|         | Виключаючи: психологічні та поведінкові фактори, пов'язані з розладами чи хворобами, класифікованими в інших рубриках (F54) |
| (F45.4) | Стійкі соматоформні больові розлади |
|         | Психалгія |
|         | Психогенний біль у спині |
|         | Психогенний головний біль |
|         | Соматоформний больовий розлад |
|         | Виключаючи: біль у спині БДВ (M54.9), біль БДВ (R52.9), гострий біль (R52.0), хронічний біль (R52.2), неусувний біль (R52.1), головний біль напруженого типу (G44.2) |
| (F45.8) | Інші соматоформні розлади |
|         | Психогенна дисменорея |
|         | Психогенна дисфагія, включаючи «глобус істерікус» [істеричний комок] |
|         | Психогенна сверблячка |
|         | Психогенна кривошия |
|         | Скреготіння зубами |
| (F45.9) | Соматоформні розлади, неуточнені |
|         | Психосоматичний розлад БДВ |
| (F48)   | Інші невротичні розлади |
| (F48.0) | Неврастенія |
|         | Синдром втоми |
|         | Виключаючи: астенію БДВ (R53), стан виснаження життєвих сил [ вигорання ] (Z73.0), нездужання та стомлюваність (R53), синдром втоми після перенесеної вірусної хвороби (G93.3), психастенію (F48.8) |
| (F48.1) | Синдром деперсоналізації — дереалізації |
| (F48.8) | Інші специфічні невротичні розлади |
|         | Пов'язаний синдром |
|         | Професійний невроз, в тому числі судома письменників |
|         | Психастенія |
|         | Психостенічний невроз |
|         | Психогенна непритомність |
| (F48.9) | Невротичні розлади, неуточнені |
|         | Невроз БДВ |

### (F50-F59) Поведінкові синдроми, пов'язані з фізіологічними розладами та фізичними факторами
| (F50)   | Розлади, пов'язані із споживанням їжі |
|         | Виключаючи: анорексію БДВ (R63.0), труднощі годовування та введення їжі (R63.3), розлади споживання їжі у новонароджених та дітей (F98.2), поліфагію (R63.2)                                          |
| (F50.0) | Неврогенна анорексія |
|         | Виключаючи: втрату апетиту (R63.0) та психогенну втрату апетиту (F50.8) |
| (F50.1) | Атипова неврогенна анорексія |
| (F50.2) | Неврогенна булімія |
|         | Булімія БДВ |
|         | Нервова кінорексія |
| (F50.3) | Атипова неврогенна булімія |
| (F50.4) | Переїдання, пов'язане з іншими психогенними порушеннями |
|         | Психогенне переїдання |
|         | Виключаючи: ожиріння (E66.-) |
| (F50.5) | Блювання, асоційоване з іншими психогенними розладами |
|         | Психогенна блювота |
|         | Виключаючи: нудоту (R11), блювота БДВ (R11) |
| (F50.8) | Інші харчові розлади |
|         | Спотворення смаку у дорослих |
|         | Психогенна втрата апетиту |
|         | Виключаючи: спотворення смаку у новонароджених та дітей (F98.3) |
| (F50.9) | Розлади споживання їжі, неуточнені |
| (F51)   | Неорганічні розлади сну |
|         | Виключаючи: розлади сну (органічної етіології) (G47.-) |
| (F51.0) | Інсомнія [ безсоння ] неорганічного генезу |
|         | Виключаючи: безсоння (органічної етіології) (G47.0) |
| (F51.1) | Гіперсомнія [сонливість] неорганічного генезу |
|         | Виключаючи: гіперсомнію (органічної етіології) (G47.1) та нарколепсію (G47.4) |
| (F51.2) | Порушення режиму сну і бадьорості неорганічного генезу |
|         | Психогенна інверсія циркадного ритму |
|         | Психогенна інверсія ніктогенерального ритму |
|         | Психогенна інверсія ритму сну |
|         | Виключаючи: порушення циклічності сну та неспання (органічної етіології) (G47.2) |
| (F51.3) | Сомнамбулізм [сноходіння, лунатизм] |
| (F51.4) | Нічний жах |
| (F51.5) | Нічні кошмари |
|         | Нічний тривожний розлад БДВ |
| (F51.8) | Інші розлади сну неорганічного генезу |
| (F51.9) | Неорганічні порушення сну, неуточнені |
|         | Емоційний розлад сну БДВ |
| (F52)   | Сексуальні розлади, не обумовлені органічним порушеннями або хворобами |
|         | Виключаючи: пов'язаний синдром (F48.8) |
| (F52.0) | Нестача або втрата сексуального бажання |
|         | Фригідність |
|         | Гіполібідемія |
| (F52.1) | Сексуальна відраза та відсутність сексуального задоволення |
|         | Ангедонія (сексуальна) |
| (F52.2) | Відсутність генітальної чутливості |
|         | Розлад статевого збудження у жінок |
|         | Еректильна дисфункція у чоловіків |
|         | Психогенна імпотенція |
|         | Виключаючи: імпотенцію органічного походження (N48.4) |
| (F52.3) | Оргазмічна дисфункція |
|         | Загальмований оргазм (у чоловіків)(у жінок) |
|         | Психогенна відсутність оргазму |
| (F52.4) | Передчасна еякуляція |
| (F52.5) | Вагінізм неорганічного характеру |
|         | Введення пеніса неможливе або болісне |
|         | Виключаючи: вагінізм (органічний) (N94.2) |
| (F52.6) | Диспареунія неорганічного характеру [болючий статевий акт] |
|         | Психогенна диспареунія |
|         | Виключаючи: диспареунія (органічна) (N94.1) |
| (F52.7) | Гіперсексуальність |
|         | Німфоманія |
|         | Сатиріазис |
| (F52.8) | Інші сексуальні розлади, не обумовлені органічними порушеннями або хворобою |
| (F52.9) | Неуточнені сексуальні розлади, не обумовлені органічними порушеннями або хворобою |
| (F53)   | Розлади психіки та поведінки, пов'язані з пологами, не класифіковані в інших рубриках |
| (F53.0) | Легкі розлади психіки та поведінки, що з'являються в післяпологовому періоді, не класифіковані в інших рубриках                                                                                       |
|         | Постнатальна депресія БДВ |
|         | Післяпологова депресія БДВ |
| (F53.1) | Тяжкі розлади психіки та поведінки, що з'являються в післяпологовому періоді, не класифіковані в інших рубриках                                                                                       |
|         | Післяпологовий психоз БДВ |
| (F53.8) | Інші розлади психіки та поведінки, що з'являються в післяпологовому періоді, не класифіковані в інших рубриках                                                                                        |
| (F53.9) | Психічні розлади, пов'язані з післяпологовим періодом, неуточнені |
| (F54)   | Психологічні та поведінкові фактори, пов'язані з розладами чи хворобами, класифікованими в інших рубриках                                                                                             |
|         | Включаючи: психологічні фактори, що впливають на фізичний стан |
|         | Виключаючи: головний біль напруженого типу (G44.2) |
| (F55)   | Зловживання речовинами, які не викликають залежність |
|         | Включаючи: зловживання антацидними засобами, зловживання травами або засобами народної медицини, зловживання стероїдними або іншими гормонами, зловживання вітамінами, захоплення проносними засобами |
|         | Виключаючи: зловживання психоактивними речовинами (F10-F19) |
| (F59)   | Неуточнені поведінкові синдроми, пов'язані з фізіологічними розладами та фізичними факторами |
|         | Психогенна фізіологічна дисфункція БДВ |

### (F60-F69) Розлади зрілої особистості та поведінкові розлади
|         | [ Примітки 143 ] |
| (F60)   | Специфічні розлади особистості |
| (F60.0) | Параноїдний розлад особистості |
|         | Експансивно-параноїдальний розлад особистості |
|         | Фанатична особистість |
|         | Кверулянтний розлад особистості |
|         | Параноїдний розлад особистості |
|         | Образливо параноїдний розлад особистості |
|         | Виключаючи: параною (F22.0), параною кверулянтну (F22.8), параноїдальний психоз (F22.0), параноїдальна шизофренія (F20.0) та параноїдний стан (F22.0) |
| (F60.1) | Шизоїдні розлади особистості |
|         | Виключаючи: синдром Аспергера (F84.5), маячні розлади (F22.0), шизоїдний розлад в дитячому віці (F84.5), шизофренію (F20.-) та шизотиповий розлад (F21) |
| (F60.2) | Дисоціативні розлади особистості |
|         | Аморальна особистість (розлад) |
|         | Антисоціальна особистість (розлад) |
|         | Асоціальна особистість (розлад) |
|         | Психопатична особистість (розлад) |
|         | Соціопатична особистість (розлад) |
|         | Виключаючи: розлади поведінки (F91.-) та емоційно нестабільні розлади особистості (F60.3) |
| (F60.3) | Емоційно нестабільні розлади особистості |
|         | Агресивний розлад особистості |
|         | Емоційно нестабільний розлад особистості |
|         | Збудлива особистість (розлад) |
|         | Виключаючи: дисоціативні розлади особистості (F60.2) |
| (F60.4) | Гістріонний розлад особистості [манерна особистість] |
|         | Гістріонний розлад особистості |
|         | Психоінфантильний розлад особистості |
| (F60.5) | Ананкастичні розлади особистості |
|         | Компульсивний розлад особистості |
|         | Обсесивний розлад особистості |
|         | Обсесивно-компульсивний розлад особистості |
|         | Виключаючи: обсесивно-компульсивний розлад (F42.-) |
| (F60.6) | Тривожні розлади особистості |
| (F60.7) | Залежний розлад особистості |
|         | Астенічний розлад особистості |
|         | Неадекватний розлад особистості |
|         | Пасивний розлад особистості |
|         | Самопригнічуючий розлад особистості |
| (F60.8) | Інші уточнені (специфічні) розлади особистості |
|         | Ексцентричний розлад особистості [екстравагантність] |
|         | «Необґрунтований» розлад особистості [розгальмований] |
|         | Незрілий розлад особистості |
|         | Нарцисичний розлад особистості [ самозакоханий ] |
|         | Пасивно-агресивна поведінка |
|         | Психоневротичний розлад особистості |
| (F60.9) | Розлад особистості, неуточнений |
|         | Невроз характеру БДВ |
|         | Патологічна особистість БДВ |
| (F61)   | Змішані та інші розлади особистості |
|         | Виключаючи: акцентуйовані особистісні риси (Z73.1) |
| (F62)   | Стійкі зміни особистості, які не властиві ушкодженню та захворюванню головного мозку |
|         | Виключаючи: розлади особистості та поведінки внаслідок хвороби, ушкодження та дисфункції головного мозку (F07.-) |
| (F62.0) | Стійкі зміни особистості після катастрофи |
|         | Зміна особистості після перебування у концентраційному таборі |
|         | Зміна особистості після пережитого лиха |
|         | Зміна особистості після тривалого полону з неминучою загрозою бути вбитим |
|         | Зміна особистості після тривалого знаходження в ситуації, яка загрожує життю, наприклад, будучи жертвою тероризму |
|         | Зміна особистості після тортур |
|         | Виключаючи: посттравматичний стресовий розлад (F43.1) |
| (F62.1) | Стійкі зміни особистості після психічних захворювань |
| (F62.8) | Інші стійкі зміни особистості |
|         | Хронічний больовий особистісний синдром |
| (F62.9) | Стійкі зміни особистості, неуточнені |
| (F63)   | Розлади звичок та потягів |
|         | Виключаючи: звичне надмірне вживання алкоголю або психоактивних речовин (F10-F19) та розлад потягів і звичок, які стосуються сексуальної поведінки (F65.-) |
| (F63.0) | Патологічна пристрасть до азартної гри [ лудоманія ] |
|         | Нав'язлива пристрасть до азартних ігор |
|         | Виключаючи: пристрасть до азартних ігор осіб з маніакальним епізодом (F30.-), схильність до азартних ігор та парі БДВ (Z72.6) та схильність до азартних ігор при дисоціативному розладі особистості (F60.2) |
| (F63.1) | Патологічне бажання здійснювати підпали [ піроманія ] |
|         | Виключаючи: підпал, який здійснений дорослою людиною з дисоціативним розладом особистості (F60.2); підпал, який здійснений при інтоксикації алкоголем або психоактивною речовиною (F10-F19, із загальним четвертим знаком .0); підпал, як привід для спостереження за особою з підозрою на психічний розлад (Z03.2); підпал, який здійснений при розладах поведінки (F91.-); підпал, який здійснений при органічних психічних розладах (F00-F09); підпал, який здійснений при шизофренії (F20.-) |
| (F63.2) | Патологічна манія крадіжок [ клептоманія ] |
|         | Виключаючи: депресивний розлад з крадіжками (F31-F33), органічні психічні розлади (F00-F09), пограбування магазину, як привід для спостереження за особою з підозрою на психічний розлад (Z03.2) |
| (F63.3) | Трихотіломанія [нав'язливе висмикування волосся] |
|         | Виключаючи: стереотипний руховий розлад із висмикуванням волосся (F98.4) |
| (F63.8) | Інші розлади звичок та спонукань |
|         | Періодичний вибуховий розлад |
| (F63.9) | Розлади звичок та спонукань, неуточнені |
| (F64)   | Розлади статевої ідентичності |
| (F64.0) | Транссексуалізм |
| (F64.1) | Дворольовий трансвестизм |
|         | Розлад статевої ідентифікації в юності або зрілому віці не транссексуального типу |
|         | Виключаючи: фетишистський трансвестизм (F65.1) |
| (F64.2) | Розлад статевої ідентичності у дитячому віці |
|         | Виключаючи: егодистонічну сексуальну орієнтацію (F66.1) та сексуальні розлади в період статевого дозрівання (F66.0) |
| (F64.8) | Інші розлади статевої ідентичності |
| (F64.9) | Розлади статевої ідентичності, неуточнені |
|         | Відхилення від поведінки, яка властива даній статі БДВ |
| (F65)   | Сексуальні розлади |
|         | Включаючи: парафілії |
| (F65.0) | Фетишизм |
| (F65.1) | Фетишистський трансвестизм |
|         | Трансвеститський фетишизм |
| (F65.2) | Ексгібіціонізм |
| (F65.3) | Вуайєризм (скопофілія) |
| (F65.4) | Педофілія |
| (F65.5) | Садомазохізм |
|         | Мазохізм |
|         | Садизм |
| (F65.6) | Множинні розлади сексуальної поведінки |
| (F65.8) | Інші розлади сексуальної поведінки |
|         | Фротеризм |
|         | Некрофілія |
| (F65.9) | Статеві розлади, неуточнені |
|         | Сексуальна девіація БДВ |
| (F66)   | Розлади психіки та поведінки, пов'язані із статевим розвитком та орієнтацією |
| (F66.0) | Сексуальні розлади в період статевого дозрівання |
| (F66.1) | Егодистонічна сексуальна орієнтація |
| (F66.2) | Розлади сексуальних взаємовідносин |
| (F66.8) | Інші психосексуальні розлади в період статевого розвитку |
| (F66.9) | Психосексуальні розлади в період статевого розвитку, неуточнені |
| (F68)   | Інші розлади зрілої особистості та розлади поведінки |
| (F68.0) | Формування фізичних [соматичних] симптомів з психічних причин |
|         | Компенсаційний невроз |
| (F68.1) | Навмисна симуляція хворобливих симптомів або свого безсилля, фізичного чи психічного характеру [ штучна хвороба] |
|         | Синдром госпітальної блохи |
|         | Синдром Мюнхгаузена |
|         | Кочівний пацієнт |
|         | Виключаючи: штучний [артифіциальний] дерматит (L98.1) та особистість, що симулює хворобу (з очевидною мотивацією) (Z76.5) |
| (F68.8) | Інші уточнені розлади зрілої особистості та поведінки |
| (F68.8) | Порушення характеру БДВ |
| (F68.8) | Розлад взаємовідносин БДВ |
| (F69)   | Неуточнений розлад зрілої особистості та розлади поведінки |

### (F70-F79) Розумова відсталість
|         | [ Примітки 180 ]                                                                                            |
| (F70)   | Розумова відсталість легкого ступеня                                                                        |
|         | Включаючи: слабоумство та слабко виражену розумову субнормальність                                          |
| (F70.0) | Розумова відсталість легкого ступеня, з вказівкою на відсутність або слабку вираженість порушення поведінки |
| (F70.1) | Розумова відсталість легкого ступеня, значне порушення поведінки, вимагає догляду та лікування              |
| (F70.8) | Розумова відсталість легкого ступеня, інші порушення поведінки                                              |
| (F70.9) | Розумова відсталість легкого ступеня, без вказівок на порушення поведінки                                   |
| (F71)   | Розумова відсталість помірна                                                                                |
|         | Включаючи: розумову субнормальність середньої тяжкості                                                      |
| (F71.0) | Розумова відсталість помірна, з вказівкою на відсутність або слабку вираженість порушення поведінки         |
| (F71.1) | Розумова відсталість помірна, значне порушення поведінки, вимагає догляду та лікування                      |
| (F71.8) | Розумова відсталість помірна, інші порушення поведінки                                                      |
| (F71.9) | Розумова відсталість помірна, без вказівок на порушення поведінки                                           |
| (F72)   | Розумова відсталість важка                                                                                  |
|         | Включаючи: різко виражену розумову субнормальність                                                          |
| (F72.0) | Розумова відсталість важка, з вказівкою на відсутність або слабку вираженість порушення поведінки           |
| (F72.1) | Розумова відсталість важка, значне порушення поведінки, вимагає догляду та лікування                        |
| (F72.8) | Розумова відсталість важка, інші порушення поведінки                                                        |
| (F72.9) | Розумова відсталість важка, без вказівок на порушення поведінки                                             |
| (F73)   | Розумова відсталість глибока                                                                                |
|         | Включаючи: глибоку розумову субнормальність                                                                 |
| (F73.0) | Розумова відсталість глибока, з вказівкою на відсутність або слабку вираженість порушення поведінки         |
| (F73.1) | Розумова відсталість глибока, значне порушення поведінки, вимагає догляду та лікування                      |
| (F73.8) | Розумова відсталість глибока, інші порушення поведінки                                                      |
| (F73.9) | Розумова відсталість глибока, без вказівок на порушення поведінки                                           |
| (F78)   | Інші форми розумової відсталості                                                                            |
| (F78.0) | Інші форми розумової відсталості, з вказівкою на відсутність або слабку вираженість порушення поведінки     |
| (F78.1) | Інші форми розумової відсталості, значне порушення поведінки, вимагає догляду та лікування                  |
| (F78.8) | Інші форми розумової відсталості, інші порушення поведінки                                                  |
| (F78.9) | Інші форми розумової відсталості, без вказівок на порушення поведінки                                       |
| (F79)   | Розумова відсталість неуточнена                                                                             |
|         | Включаючи: розумову недостатність БДВ та розумову субнормальність БДВ                                       |
| (F79.0) | Розумова відсталість неуточнена, з вказівкою на відсутність або слабку вираженість порушення поведінки      |
| (F79.1) | Розумова відсталість неуточнена, значне порушення поведінки, вимагає догляду та лікування                   |
| (F79.8) | Розумова відсталість неуточнена, інші порушення поведінки                                                   |
| (F79.9) | Розумова відсталість неуточнена, без вказівок на порушення поведінки                                        |

### (F80-F89) Розлади, пов'язані з психологічним розвитком[Примітки 185]
| (F80)   | Специфічні розлади розвитку мовлення та мови |
| (F80.0) | Специфічні розлади вимовної артикуляції |
|         | Фізіологічний розлад пов'язаний з розвитком |
|         | Розлад мовної артикуляції пов'язаний з розвитком |
|         | Дислалія [ Недорікуватість ] |
|         | Функціональний розлад мовної артикуляції |
|         | Лепет [дитяча форма мови] |
|         | Виключаючи: розлади вимовної артикуляції, спричиненої афазією БДВ (R47.0); розлади вимовної артикуляції, спричиненої апраксією (R48.2); розлади вимовної артикуляції, внаслідок втрати слуху (H90-H91); розлади вимовної артикуляції, спричиненої розумовою відсталістю (F70-F79); розлади вимовної артикуляції, асоційоване з розвитком розладу мови експресивного типу (F80.1); розлади вимовної артикуляції, асоційоване з розвитком розладу мови рецептивного типу (F80.2) |
| (F80.1) | Розлади експресивності мови |
|         | Пов'язана з розвитком дисфазія та афазія експресивного типу |
|         | Виключаючи: набуту афазію з епілепсією [синдром Ландау — Клефнера] (F80.3); дисфазію та афазію БДВ (R47.0); пов'язану з розвитком дисфазію або афазію рецептивного типу (F80.2); елективний мутизм (F94.0); розумову відсталість (F70-F79); первазивні розлади розвитку (F84.-) |
| (F80.2) | Розлад рецептивності мови |
|         | Вроджена нездатність слухового сприйняття |
|         | Пов'язана з розвитком дисфазія та афазія рецептивного типу |
|         | Пов'язана з розвитком афазія Верніке |
|         | Несприйняття слів |
|         | Виключаючи: набуту афазію з епілепсією [синдром Ландау — Клефнера] (F80.3), аутизм (F84.0-F84.1), дисфазію та афазію БДВ (R47.0); пов'язану з розвитком дисфазію або афазію експресивного типу (F80.1); елективний мутизм (F94.0); мовну затримку внаслідок втрати слуху (H90-H91); розумову відсталість (F70-F79) |
| (F80.3) | Набута афазія з епілепсією [ синдром Ландау — Клефнера ] |
|         | Виключаючи: афазію БДВ (R47.0); афазію при аутизмі (F84.0-F84.1); афазію, спричинену дезінтегративним розладом дітей (F84.2-F84.3) |
| (F80.8) | Інші розлади розвитку мовлення та мови |
|         | Шепелявість [сигматизм] |
| (F80.9) | Розлад розвитку мовлення і мови, неуточнений |
|         | Мовний розлад БДВ |
| (F81)   | Специфічні розлади розвитку здібностей до навчання |
| (F81.0) | Специфічні порушення при читанні |
|         | «Відстале читання» |
|         | Розлад розвитку дислексії |
|         | Специфічне відставання в читанні |
|         | Виключаючи: алексію БДВ (R48.0); дислексію БДВ (R48.0); труднощі читання вторинного характеру в осіб з емоційними розладами (F93.-) |
| (F81.1) | Специфічні розлади правопису [спелінгування] |
|         | Специфічна затримка оволодіння навичкою спелінгування (без розладу читання) |
|         | Виключаючи: аграфію БДВ (R48.0); труднощі спелінгування пов'язані з розладом читання (F81.0); труднощі спелінгування внаслідок недостатнього навчання (Z55.8) |
| (F81.2) | Специфічні розлади здібностей до арифметики |
|         | Розлад розвитку акалькулії |
|         | Розлад арифметичних навичок |
|         | Синдром Герстмана |
|         | Виключаючи: акалькулію БДВ (R48.8); труднощі розрахунку, пов'язані з розладом читання або спелінгування (F81.3); труднощі розрахунку внаслідок недостатнього навчання (Z55.8) |
| (F81.3) | Змішані розлади здібностей до навчання |
|         | Виключаючи: специфічні розлади здібностей до арифметики (F81.2), специфічні порушення при читанні (F81.0), специфічні розлади правопису (F81.1) |
| (F81.8) | Інші розлади розвитку здібностей до навчання |
|         | Розлад розвитку експресивного письма |
| (F81.9) | Розлад розвитку здібностей до навчання, неуточнений |
|         | Нездатність до набуття знань БДВ |
|         | Нездатність до навчання БДВ |
|         | Розлад навчання БДВ |
| (F82)   | Специфічні розлади розвитку рухової [моторної] функції |
|         | Включаючи: синдром незграбної дитини, розлад розвитку координації, пов'язану з розвитком диспраксію |
|         | Виключаючи: порушення ходи та рухливості (R26.-), порушення координації (R27.-), вторинне порушення координації по відношенню до розумової відсталості (F70-F79) |
| (F83)   | Змішані специфічні розлади психологічного розвитку |
| (F84)   | Розлади [первазивні] психологічного розвитку загального характеру |
| (F84.0) | Дитячий аутизм |
|         | Аутичний розлад |
|         | Дитячий аутизм |
|         | Дитячий психоз |
|         | Синдром Канера |
|         | Виключаючи: аутичну психопатію (F84.5) |
| (F84.1) | Атиповий аутизм |
|         | Атиповий дитячий психоз |
|         | Розумова відсталість з рисами аутизму |
| (F84.2) | Синдром Ретта |
| (F84.3) | Інші дезінтеграційні розлади у дитячому віці |
|         | Дитяча деменція |
|         | Дезінтегративний психоз |
|         | Синдром Гелера |
|         | Симбіозний психоз |
|         | Виключаючи: синдром Ретта (F84.2) |
| (F84.4) | Реактивний розлад, асоційований з розумовою відсталістю та стереотипними рухами |
| (F84.5) | Синдром Аспергера |
|         | Аутична психопатія |
|         | Шизоїдний розлад в дитячому віці |
| (F84.8) | Інші первазивні розлади розвитку |
| (F84.9) | Первазивний розлад розвитку, неуточнений |
| (F88)   | Інші розлади психологічного розвитку |
|         | Агнозія розвитку |
| (F89)   | Неуточнений розлад психологічного розвитку |
|         | Порушення розвитку БДВ |

### (F90-F98) Розлади поведінки та емоцій, які починаються здебільшого в дитячому та підлітковому віці
| (F90)   | Гіперкінетичні розлади |
|         | Виключаючи: тривожні розлади (F41.-), розлади настрою [афективні] (F30-F39), розлади психологічного розвитку загального характеру (F84.-), шизофренію (F20.-) |
| (F90.0) | Розлади рухової активності та уваги |
|         | Дефіцит уваги з гіперактивністю |
|         | Розлад з дефіцитом уваги та гіперактивністю |
|         | Синдром дефіциту уваги і гіперактивності |
|         | Виключаючи: гіперкінетичний розлад, пов'язаний з розладом поведінки (F90.1) |
| (F90.1) | Гіперкінетичний розлад поведінки |
|         | Гіперкінетичний розлад, пов'язаний з розладом поведінки |
| (F90.8) | Інші гіперкінетичні розлади |
| (F90.9) | Гіперкінетичні розлади, неуточнені |
|         | Гіперкінетична реакція дитячого або підліткового віку БДВ |
|         | Гіперкінетичний синдром БДВ |
| (F91)   | Розлади поведінки |
|         | Виключаючи: розлади настрою [афективні] (F30-F39); розлади психологічного розвитку загального характеру (F84.-); шизофренію (F20.-); розлади поведінки, пов'язані з емоційними розладами (F92.-); розлади поведінки, пов'язані з гіперкінетичними розладами поведінки (F90.1)                                                 |
| (F91.0) | Розлад поведінки в межах внутрішньосімейних відносин |
| (F91.1) | Асоціальний розлад поведінки |
|         | Розлад поведінки, поодиноко агресивний тип |
|         | Несоціалізована агресивна поведінка |
| (F91.2) | Розлад соціальної поведінки |
|         | Розлад поведінки, груповий тип |
|         | Групове правопорушення |
|         | Правопорушення в ситуації члена банди |
|         | Крадіжка в компанії з іншими |
|         | Прогули в школі |
| (F91.3) | Опозиційно акцентуйований розлад |
| (F91.8) | Інші розлади поведінки |
| (F91.9) | Розлади поведінки, неуточнені |
|         | Дитячий поведінковий розлад БДВ |
|         | Дитячий розлад поведінки БДВ |
| (F92)   | Змішані розлади поведінки та емоцій |
| (F92.0) | Депресивні розлади поведінки |
| (F92.8) | Інші змішані розлади поведінки та емоцій |
|         | Розлад поведінки, що відноситься до рубрики F91.-, асоційований з емоційними розладами, зазначеними у рубриці F93.- |
|         | Розлад поведінки, що відноситься до рубрики F91.-, асоційований з невротичними розладами, зазначеними у рубриках F40-F48 |
| (F92.9) | Змішані розлади поведінки та емоцій, неуточнені |
| (F93)   | Розлади емоцій, початок яких специфічний для дитячого віку |
|         | Виключаючи: асоційовані з розладом поведінки (F92.-) |
| (F93.0) | Тривожний розлад, пов'язаний із розлукою |
|         | Виключаючи: розлади настрою [афективні] (F30-F39), невротичні розлади (F40-F48), фобічні тривожні розлади в дитячому віці (F93.1), соціальні тривожні розлади в дитячому віці (F93.2) |
| (F93.1) | Фобічні тривожні розлади в дитячому віці |
|         | Виключаючи: генералізований тривожний розлад (F41.1) |
| (F93.2) | Соціальні тривожні розлади [острах товариства] в дитячому віці |
|         | Розлад спілкування з незнайомими особами у дітей та підлітків |
| (F93.3) | Розлад сіблінгового суперництва [ суперництво між дітьми ] |
|         | Ревнощі до рідного брата |
| (F93.8) | Інші емоційні розлади в дитячому віці |
|         | Розлад ідентифікації |
|         | Гіпертривожний розлад |
|         | Виключаючи: розлад статевої ідентичності у дитячому віці (F64.2) |
| (F93.9) | Емоційні розлади в дитячому віці, неуточнені |
| (F94)   | Розлади соціального функціонування, початок яких специфічний для дитячого та підліткового віку |
| (F94.0) | Елективний мутизм |
|         | Селективний мутизм |
|         | Виключаючи: розлади психологічного розвитку загального характеру (F84.-), шизофренію (F20.-), специфічні розлади мовлення та мови (F80.-), минущий мутизм в рамках остраху самотності в дитячому віці (F93.0) |
| (F94.1) | Порушення здатності пристосовуватися в дитячому віці |
|         | Виключаючи: синдром Аспергера (F84.5); Порушення, що виявляються в розгальмованості поведінки в дитячому віці (F94.2); синдром жорстокого поводження (T74.-); нормальна варіація в структурі селективної прихильності; сексуальне або фізичне насильство в дитинстві, що приводить до психосоціальних проблемам (Z61.4-Z61.6) |
| (F94.2) | Порушення, що виявляються в розгальмованості поведінки в дитячому віці |
|         | Психопатія від нестачі прихильності |
|         | Інституційний синдром [синдром дитячого закритого закладу] |
|         | Виключаючи: синдром Аспергера (F84.5), госпіталізм у дитячому віці (F43.2), гіперкінетичні розлади (F90.-), порушення здатності пристосовуватися в дитячому віці (F94.1) |
| (F94.8) | Інші розлади соціальної поведінки у дитячому віці |
| (F94.9) | Розлади соціальної поведінки, неуточнені |
| (F95)   | Тики |
| (F95.0) | Транзиторні тики |
| (F95.1) | Хронічний моторний або голосовий тик [вокалізм] |
| (F95.2) | Комбіновані голосові то множинні моторні тики [ синдром Туретта ] |
| (F95.8) | Інші тики |
| (F95.9) | Тик, неуточнений |
|         | Тик БДВ |
| (F98)   | Інші розлади поведінки та емоцій, що виникають здогадно [ймовірно] у дитячому та підлітковому віці |
|         | Виключаючи: напади затримки дихання (R06.8), розлад статевої ідентичності у дитячому віці (F64.2), Синдром Клейне — Левіна (G47.8), обсесивно-компульсивний розлад (F42.-), розлади сну внаслідок емоційних причин (F51.-) |
| (F98.0) | Неорганічні енурези |
|         | Енурез (первинний)(вторинний) неорганічної природи |
|         | Функціональний енурез |
|         | Психогенний енурез |
|         | Нетримання сечі неорганічного походження |
|         | Виключаючи: енурез БДВ (R32) |
| (F98.1) | Неорганічний енкопрез |
|         | Функціональний енкопрез |
|         | Нетримання калу неорганічної природи |
|         | Психогенний енкопрез |
|         | Виключаючи: енкопрез БДВ (R15) |
| (F98.2) | Розлади споживання їжі у новонароджених та дітей |
|         | Розлад зригування у немовлят |
|         | Виключаючи: неврогенну анорексію та інші розлади, пов'язані із споживанням їжі (F50.-), труднощі годовування та введення їжі (R63.3), проблеми годовування новонароджених (P92.-), спотворення смаку у новонароджених та дітей (F98.3)                                                                                        |
| (F98.3) | Спотворення смаку у новонароджених та дітей |
| (F98.4) | Розлади у вигляді стереотипних рухів |
|         | Розлади звичок/стереотипів |
|         | Виключаючи: аномальні мимовільні рухи (R25.-); порушення функцій руху органічного походження (G20-G25); оніхофагію (F98.8); колупання в носі (F98.8); стереотипії, які є частиною більш глибокого психічного захворювання (F00-F95); смоктання пальців (F98.8); тики (F95.-); трихотіломанію (F63.3)                          |
| (F98.5) | Заїкання [запинання] |
|         | Виключаючи: метушливість (F98.6) та тики (F95.-) |
| (F98.6) | Метушливість [захлинаюче мовлення] |
|         | Виключаючи: заїкання (F98.5) та тики (F95.-) |
| (F98.8) | Інші специфічні розлади поведінки та емоцій, що виникають зазвичай у дитячому та підлітковому віці |
|         | Дефіцит уваги без гіперактивності |
|         | Непомірна мастурбація |
|         | Оніхофагія |
|         | Колупання в носі |
|         | смоктання пальців |
| (F98.9) | Неспецифічні розлади поведінки та емоцій, що виникають зазвичай у дитячому та підлітковому віці |

### (F99-F99) Неуточнений психічний розлад
| (F99) | Психічний розлад без додаткових уточнень       |
|       | Включаючи: психічне захворювання БДВ           |
|       | Виключаючи: психоорганічний розлад БДВ (F06.9) |
|       | Виключаючи: мікрокарінь'я макроістерика БДВ    |

## Виноски
1. ↑  International Statistical Classification of Diseases and Related Health Problems 10th Revision. Version:2015 (англ.). World Health Organization. Процитовано 15 листопада 2015. (англ.)
2. ↑  Клініко-статистична класифікація хвороб, розроблена на базі МКХ-10 (проект) (укр.). Міністерство охорони здоров'я України. Процитовано 15 листопада 2015. (укр.)